# Dicranomyia (Dicranomyia) frontalis
Dicranomyia (Dicranomyia) frontalis is een tweevleugelige uit de familie steltmuggen (Limoniidae). De soort komt voor in het Palearctisch, Nearctisch en Oriëntaals gebied.